# Love, Election and Chocolate
Koi to Senkyo to Chocolate (яп. 恋と選挙とチョコレート Кой то сэнкё то тёкорэ:то, англ. Love, Election & Chocolate, «Любовь, выборы и шоколад») — японская игра в жанре визуального романа, разработчиком которой является компания Sprite; была выпущена в Японии 29 октября 2010 года для операционной системы Windows. С 2011 года издательством ASCII Media Works публикуются две манга-адаптации игры: первая — в журнале «Dengeki G’s Magazine», вторая — в журнале «Dengeki Daioh». Также в период с 6 июля по 28 сентября 2012 года в телесети TBS проходила трансляция 12-серийного аниме студии AIC Build; режиссёром стал Тору Китахата, а сценаристом — Кацухико Такаяма.

## Сюжет
Главный герой Юки Одзима учится в Частной академии Такафудзи (яп. 私立高藤学園 Сирицу Такафудзи гакуэн), которую посещают более 6 тысяч человек. Там он является членом клуба изучения сладостей (яп. 食品研究部 сёкухин кэнкю:-бу) и вместе с остальными впустую тратит своё время, практически не участвуя ни в каких мероприятиях. Однажды подошло время избрания нового президента студенческого совета, и одна из кандидаток, Сацуки Синономэ, у которой больше всего шансов стать новым президентом, сообщает, что собирается распустить клубы, которые не имеют никаких заслуг перед академией. Чтобы предотвратить роспуск, члены клуба изучения сладостей обращаются за помощью к нынешнему президенту Якумо Мори, который советует главному герою самому стать кандидатом. Осознав проблему, которая может возникнуть в академии, Юки всё-таки решает участвовать в выборах.

## Персонажи

### Главные персонажи
- Юки Одзима (яп. 大島 裕樹 О:дзима Ю:ки) — главный герой произведения, студент второго курса Частной академии Такафудзи. Живёт с матерью в квартире; его отец умер, когда он был ещё ребёнком. Является членом клуба изучения сладостей.

Сэйю: Юити Накамура (аниме), Юка Кэйтё (Юки в детстве)
- Тисато Сумиёси (яп. 住吉 千里 Сумиёси Тисато) — студентка второго курса, подруга детства Юки. Является главой клуба изучения сладостей. Не ест шоколад из-за смерти её младшего брата, который его любил.

Сэйю: Кикё Какицубата (ПК-версия игры), Эрико Накамура (PSP-версия игры и аниме), Хиро Накасима (Тисато в детстве)
- Исара Аоми (яп. 青海 衣更 Аоми Исара) — студентка первого курса. Живёт с матерью и двумя младшими братьями. Так как её семья бедна, она вынуждена работать в ресторане быстрого питания, из-за чего над ней издеваются более богатые студенты, как физически, так и морально.

Сэйю: Мицу Андзу (ПК-версия игры), Май Кадоваки (PSP-версия игры и аниме)
- Митиру Морисита (яп. 森下 未散 Морисита Митиру) — студентка первого курса, одноклассница Исары. Является новенькой, присоединилась к клубу изучения сладостей накануне выборов нового президента студенческого совета. Живёт в студенческом общежитии, так как её дом расположен далеко от академии. Она, как правило, очень тихая и говорит мало, лишь тогда, когда нужно выразить свои мысли вслух; почти никогда не улыбается. Умеет играть одну песню на флейте, чему научила её лучшая подруга Кана, в поисках которой Митиру и поступила в академию.

Сэйю: Рико Инохара (ПК-версия игры), Асами Имаи (PSP-версия игры и аниме)
- Мифую Киба (яп. 木場 美冬 Киба Мифую) — студентка второго курса, одноклассница Юки, член клуба изучения сладостей. На самом деле она на год старше Юки, так как была вынуждена из-за болезни остаться на второй год. Приехала с Хоккайдо. Каждое утро ходит пешком в академию вместе с Юки и Тисато.

Сэйю: Арису Нарусака (ПК-версия игры), Каори Мидзухаси (PSP-версия игры и аниме)
- Сацуки Синономэ (яп. 東雲 皐月 Синономэ Сацуки) — студентка второго курса, член студенческого совета и глава его финансового отдела. Является мудрой девушкой и сильным кандидатом на следующих выборах президента совета. Её семья заведует магазином вагаси. Добирается до академии на велосипеде. Влюбляется в Юки, вследствие чего старается ему помочь на выборах. Имеет со своей старшей сестрой Хадзуки напряжённые отношения, но позже, узнав правду о её рождении, мирится с ней.

Сэйю: Сумирэ Конацу (ПК-версия игры), Ю Асакава (PSP-версия игры и аниме)

### Второстепенные персонажи
- Нодзоми Эдагава (яп. 枝川 希美 Эдагава Нодзоми), имеет прозвище Нон-тян (яп. のん ちゃん), — студентка третьего курса, бывшая глава клуба изучения сладостей. Она моложе Юки, так как пропустила несколько школьных классов за границей и потом вернулась в Японию. Гений в науке, умеет создавать различные изобретения. Является основным персонажем в PSP-версии игры.

Сэйю: Хоми Момои (ПК-версия игры), Юко Гибу (PSP-версия игры и аниме)
- Оборо Юмэсима (яп. 夢島 朧 Юмэсима Оборо), имеет прозвище Юмэ (яп. ユメ), — студент первого курса, заместитель главы клуба изучения сладостей. Его родители управляют крупной кондитерской компанией под названием «Уматин». Сексуально домогается к Юки, что раздражает главного героя.

Сэйю: Мэгуми Огата
- Ай Саруэ (яп. 猿江 愛 Саруэ Ай) — студентка второго курса, член клуба изучения сладостей. Носит волосы, форма которых напоминает морковь. Её семья заправляет овощным магазином. С детства дружит с Кий.

Сэйю: Тиёко Сато (ПК-версия игры), Юка Инокути (PSP-версия игры и аниме)
- Кий Мондзэннака (яп. 門前仲 綺衣 Мондзэннака Кий) — студентка второго курса, член клуба изучения сладостей. Носит волосы, форма которых напоминает рыбу. Её семья заправляет рыбным магазином. С детства дружит с Ай.

Сэйю: Каору Цукисиро (ПК-версия игры), Аюми Фудзимура (PSP-версия игры и аниме)
- Хадзуки Синономэ (яп. 東雲 葉月 Синономэ Хадзуки) — 23-летняя преподавательница Частной академии Такафудзи, старшая сестра Сацуки. Является консультантом клуба изучения сладостей, часто пьёт пиво в клубном помещении. Тайно влюблена в Юки. Первоначально думала, что является дочерью первой жены отца, но позже узнаёт, что на самом деле является незаконнорождённой дочерью его домработницы. Первая жена её отца вскоре умирает, и тот женится на своей любовнице, которая впоследствии родила Сацуки. Осознав это, Хадзуки впала в депрессию и ушла из дома.

Сэйю: Тихая Сакиминэ (ПК-версия игры), Тиэми Исимацу (PSP-версия игры и аниме)
- Хидака Сиохама (яп. 汐浜 陽高 Сиохама Хидака) — студент второго курса. Настоящий пол героя неизвестен, так как он может носить как мужскую, так и женскую школьную форму. Является репортёром новостного клуба академии.

Сэйю: Суйрэн (ПК-версия игры), Асами Санада (PSP-версия игры и аниме)
- Миэру Ариакэ (яп. 有明 美絵瑠 Ариакэ Миэру) — студентка второго курса, одноклассница Юки. Является главой клуба любителей яоя.

Сэйю: Юи Сакакибара
- Рэйдзи Сага (яп. 佐賀 玲二 Сага Рэйдзи), имеет прозвище Гараж (яп. ガレージ Гарэ:дзи), — студент второго курса, одноклассник Юки. Является главой клуба любителей статуэток. Носит пропеллер на голове.

Сэйю: Макуру Сибаки (ПК-версия игры), Кодзи Юса (PSP-версия игры и аниме)
- Мохэйдзи Тацуми (яп. 辰巳 茂平治 Тацуми Мохэйдзи) — студент второго курса, член студенческого совета и глава его отдела по общим вопросам. Также является кандидатом в президенты совета.

Сэйю: Ута Кидзима (ПК-версия игры), Такахиро Мидзусима (PSP-версия игры и аниме)
- Якумо Мори (яп. 毛利 夜雲 Мо:ри Якумо) — студент третьего курса, текущий президент студенческого совета. Баллотировался на предыдущих выборах как глава отдела безопасности. Он очень вежливый, но его рейтинг одобрения упал ниже 30 % после скандала под названием «инцидент Осавы».

Сэйю: Судзаку Хаято (ПК-версия игры), Кэнъити Судзумура (PSP-версия игры и аниме)
- Кана Огибаси (яп. 扇橋 香奈 О:гибаси Кана) — подруга Якумо и лучшая подруга Митиру. Была ранена из огнестрельного оружия и позже при попытке убежать сбита автомобилем.

Сэйю: Мария Курата (ПК-версия игры), Юка Игути (аниме)
- Юйна Осава (яп. 大沢 ゆいな О:сава Юйна) — студентка, являющаяся членом фракции «Катахира». Виновница «инцидента Осавы». Была вновь назначена главой отдела безопасности.

Сэйю: Риэ Кугимия (аниме)

## Аниме-сериал

### Список серий
| Список серий | Список серий                             | Список серий        |
| №            | Название                                 | Трансляция в Японии |
| ------------ | ---------------------------------------- | ------------------- |
| 1            | Расформирование клуба «Хайбу!» (廃部！)  | 6 июля 2012         |
| 2            | Кандидат в президенты «Сюцуба!» (出馬！) | 13 июля 2012        |
| 3            | Стратегия «Сэнряку!» (戦略！)            | 20 июля 2012        |
| 4            | Финансирование «Сикин!» (資金！)         | 27 июля 2012        |
| 5            | Праздник «Сайтэн!» (祭典！)              | 17 августа 2012     |
| 6            | Подсчёт голосов «Кайхё!» (開票！)        | 17 августа 2012     |
| 7            | Лагерь «Гассюку!» (合宿！)               | 24 августа 2012     |
| 8            | Истина «Синдзицу!» (真実！)              | 31 августа 2012     |
| 9            | Происшествие «Дзико!» (事故！)           | 7 сентября 2012     |
| 10           | Осложнения «Сакусо:!» (錯綜！)           | 14 сентября 2012    |
| 11           | Расследование «Со:саку!» (捜索！)        | 21 сентября 2012    |
| 12           | Голосование «То:хё:!» (投票！)           | 28 сентября 2012    |
| OVA          | «Койимо!» (恋妹！)                       | 27 марта 2013       |